# Синдел (Mortal Kombat)
Синдел (англ. Sindel) или Королева Синдел — персонаж из серии игр Mortal Kombat, дебютировала в Mortal Kombat 3. Несмотря на то, что она является второстепенным персонажем, Синдел играет ключевую роль в развитии сюжета. Мать принцессы Китаны, а также Милины и жена главного антагониста многих игр серии Mortal Kombat, императора и Кана Внешнего мира Шао Кана.

## История

### Оригинальная хронология
История Синдел началась задолго до десятого турнира Смертельной Битвы. Много тысяч лет назад она была женой короля Эдении, Джеррода, и у них была дочь Китана. Император Внешнего Мира Шао Кан решил, что ему пора присоединить к своей империи мир, равный по величине его собственному, и вызвал Эдению на Смертельную Битву. Эденийцы проиграли 10 турниров подряд, и войска Шао Кана смогли пройти в эту реальность и захватить её. Король Джеррод был убит Шао Каном. Синдел стала его супругой, и также он удочерил Китану. Синдел не смогла вынести мысли о том, что ей придётся жить и служить негодяю, который лишил её любимого супруга и родного мира. Она покончила с собой, но Шао Кан, опечаленный и разозлённый её смертью, не позволил ей упокоиться с миром. Он не позволил её душе отправиться на Небеса, оставив её у себя в качестве приза за его победу над Джерродом и как постоянное напоминание о своей мощи Китане.
Значительно позже Шан Цзун смог разработать план, который позволил бы Шао Кану захватить Земное Царство и без победы в турнире Смертельной Битвы. Для его исполнения была необходима помощь падшего старшего бога Шиннока. От него требовалось взять душу Синдел, проклясть её злом и возродить её на Земле. В обмен на это Шан Цзун обещал рассказать Шинноку и Куан Чи о местонахождении храма, в котором хранилась карта с указанием местоположения секретного храма Элементов. В нём находился амулет Шиннока, необходимый бывшему старшему богу для бегства из Преисподней, куда он попал после попытки захватить абсолютную власть над всем сущим. Информацию о карте Шан Цзун получил, когда поглотил душу Великого Кун Лао больше 400 лет назад. Колдуны заключили сделку, и Куан Чи узнал о местонахождении храма, а Шао Кан получил гарантию того, что Земля рано или поздно будет принадлежать ему.
Тем не менее Шао Кан не оставил свои попытки захватить Земное Царство при помощи турнира. Тем более ситуация для его воинов складывалась благоприятная. Генерал армии Шао Кана, принц подземного царства Куатан Горо смог победить в девяти турнирах подряд, и казалось, что победа в десятом турнире — дело решённое. Однако Горо потерпел поражение от рук Лю Кана, а Шан Цзун потерял контроль над турниром. После этого Шао Кан согласился на новый план Цзуна — заманить земных воинов на турнир во Внешнем Мире и уничтожить тех, кто сорвал его планы. На самом деле, от успеха или провала этого плана уже мало что зависело — воскрешение Синдел в любом случае должно было скоро состояться, и даже если бы воинам Шао Кана не удалось бы победить на турнире, земные бойцы были отвлечены на достаточный срок, чтобы не успеть ничего предпринять.
Так и случилось: Шао Кан проиграл в турнире, а земные воины сбежали из Внешнего Мира. Через некоторое время королева Синдел была воскрешена в Земном Царстве, что дало Шао Кану право открыть портал на Землю и потребовать свою королеву. Воспользовавшись этим правом, Шао Кан забрал души всех людей на Земле, кроме горстки избранных, души которых были защищены от его чёрной магии. Для их уничтожения Кан отправил на Землю отряды истребителей под руководством свирепого кентавра Мотаро.
Ключом к спасению Синдел от власти Шао Кана стала Китана. Она была осуждена во Внешнем Мире за убийство своей якобы сестры Милины. Но ей удалось сбежать на Землю. За ней были посланы Рептилия и Джейд с приказом вернуть принцессу во Внешний Мир (Рептилия получил приказ остановить принцессу любой ценой, даже если придётся её убить). Но, найдя Китану, Джейд помогла ей отбиться от Рептилии, и вдвоём они присоединились к земным воинам. Узнав о том, что Шао Кан воскресил Синдел, Китана решила во что бы то ни стало освободить свою мать от власти императора. С помощью остальных земных воинов Китане удалось добраться до Синдел и рассказать ей правду о её прошлом. Синдел вспомнила о короле Джерроде и Эдении и восстала против Шао Кана. После поражения императора не только Земное Царство оказалось свободно от власти императора, но и Эдения. Синдел вновь стала королевой этого мира и стала приводить в порядок то, что за многие тысячелетия разрушил Шао Кан.
Однако спокойствие во вновь свободной Эдении длилось недолго. Дочь посла Эдении в другие миры, Таня, уговорила Синдел впустить в Эдению группу беженцев. Оказалось, что это были никакие не беженцы, а падший старший бог Шиннок и его армия тьмы. Эдения снова оказалась под властью тирана. Из неё Шиннок повёл свою атаку против Старших Богов на Небесах. Китана оказалась в заточении, но ей помогла сбежать воскрешённая Милина, которая хотела взять реванш за свою гибель от рук принцессы. Ей это не удалось, и она сама оказалась в темнице Эдении. Что касается Синдел, то о её участии в событиях, связанных со вторжением Шиннока, неизвестно ничего, равно как и о её участии в истории, связанной со Смертельным Альянсом.
Снова Синдел стала принимать активное участие в событиях серии, начиная с MKD и воскрешения Короля Драконов. Тот также напал на Эдению, пытаясь найти там способ активации Камидогу для получения власти над всеми мирами. В начале вторжения Синдел оказалась захвачена в плен и была посажена в собственную темницу. Охранять её Онага поручил Китане, зная о том, что Синдел не посмеет напасть на собственную дочь. Чего Король Драконов не учёл, так это то, что не все будут так мягкосердечны. Подруга Китаны, Джейд, атаковала её и заперла принцессу в одной из камер темницы. Вдвоём с Синдел они сбежали из дворца. Синдел и Джейд отправились во Внешний Мир, чтобы найти там информацию об Онаге, которая, возможно, помогла бы остановить его. Синдел приняла участие в финальной битве с Онагой, во время которой Суджинко удалось победить Короля Драконов. В тот самый момент, когда Суджинко нанёс последний удар, Ночной Волк привязал душу Онаги к Преисподней. Китану из-под контроля Онаги освободили Эрмак и Лю Кан. После поражения Онаги Синдел вернула себе свою дочь и своё царство.
Как и все остальные воины, Синдел погибла в битве при пирамиде Аргуса.

### Новая хронология
Мать Китаны, королева Синдел, была влюблена в Шао Кана и убила Джеррода. Она помогла Шао Кану завоевать Эдению. Куан Чи убил Синдел и инсценировал её самоубийство. При этом он создал магический барьер, который не позволяет Шао Кану войти в Земное Царство. Но теперь барьер растворился: Синдел была воскрешена, её разум порабощён Шао Каном. Бывший союзник Земного Царства стал смертельной угрозой.
Синдел появляется в сюжете серии после окончания турнира во Внешнем Мире. Она была воскрешена некромантом Куан Чи, который вместе с Нуб Сайботом нашёл её останки в пустыне. Её воскрешение позволило уничтожить барьер, который не позволял Шао Кану начать полноценное наступление на Землю.
После гибели Мотаро от рук Рейдена Шао Кан решил положить конец земным воинам раз и навсегда. Он вызвал Шан Цзуна к себе, забрал его душу и переселил её в Синдел. Получив новые силы, Синдел атакует штаб-квартиру земных воинов в Храме сразу после того, как сопротивленцы смогли отбиться от киборгов Лин Куэй. Синдел входит в Храм и перебивает земных воинов одного за другим. Напоследок она пытается забрать жизненные силы Китаны, но ей мешает Ночной Волк. Чтобы уничтожить её, Ночному Волку приходится принести себя в жертву. Позже Райдэн выясняет, что душа Синдел оказалась под контролем Куан Чи, который получил все души воинов, убитых в ходе вторжения на Землю.
Синдел принимала участие во вторжение Шиннока на Землю вместе с остальными ревенантами. Она была одним из ревенантов, атаковавших Небесный Храм, и пыталась убить Фуджина своим криком, но была остановлена Райдэном.
25 лет спустя с ней сражается Джакс во время атаки на Крепость Куан Чи, во время которой ему удаётся захватить некроманта. Во время атаки на Палату Джинсей Синдел сражается с Кэсси Кейдж. Когда Кэсси спрашивает, чувствует ли Синдел вину за убийство своей дочери Китаны, та отвечает, что они наконец стали семьёй после своей смерти. Она предлагает сделать Кэсси своей приёмной дочерью, предварительно убив её, но та отказывается и побеждает бывшую королеву Эдении. Когда Кэсси и Кун Цзинь отправляются в Палату Дзинсэй, Синдел с остальными ревенантами остаётся сражаться с их союзниками, Такедой и Джэки Бриггс. После поражения Шиннока Синдел и другие ревенанты отступают.

## Боевые характеристики
- Крик: Синдел кричит и парализует противника для свободного удара. (MK3, UMK3, MKT, MK:D, MK:U, MK:A)
- Левитация: Синдел использует свои умения, чтобы парить в воздухе. (MK3, UMK3, MKT)
- Огненный шар: Синдел стреляет шаром энергии изо рта. В Mortal Kombat 3, Ultimate Mortal Kombat 3, и Mortal Kombat Trilogy Синдел может сделать это, находясь в воздухе. Она может также запустить два шара в Trilogy. (MK3, UMK3, MKT, MK:D, MK:U, MK:A)
- Скользящий ножной захват: Синдел скользит вперед и пытается схватить ноги оппонента. Когда она это делает, она выгибает свои ноги так, чтобы ударить оппоненту в лицо и повалить его на землю. (MK:D, MK:U, MK:A)
- Захват волосами: волосы Синдел обхватывают ноги противника, подбрасывают его высоко вверх, а после падения противник лежит неподвижно некоторое время.

### X-ray
Синдел хватает волосами ногу противника и бьет противнику ногой в пах, затем она хватает ногу противника и локтем ломает кость ноги, криком отбрасывает от себя. (Mortal Kombat 2011)

### Повторяющиеся фаталити
- Супер-крик: Синдел кричит с такой силой, чтобы уничтожить оппонента. В Mortal Kombat 3 она кричит так, что у противника сдирается кожа, а потом и мясо. В Deception от её крика тело противника разрывается на части.
- Смертельное вращение: Захватывает противника волосами и раскручивает до его полного разрыва на части.
- Мигрень: Синдел кричит на врага и у него взрывается голова. Синдел криком создаёт шар энергии и вправляет врагу в голову. Через пару секунд голова соперника взрывается. В Mortal Kombat (2011) она кричит противнику в ухо, и у него взрывается половина головы.

## Появление в игре
Во всех играх, где присутствует Синдел, она одета в фиолетовый костюм и перчатки. Она также позирует с белыми развевающимися волосами с чёрной прядью, что является ещё одной известной отличительной чертой Синдел. Несмотря на то, что она очень старая, по её виду сказать этого нельзя. Только цвет волос выдает её возраст. Это связано с тем, что эденийцы стареют очень медленно. Её глаза полностью белые, без зрачка и радужки, что не является отличительной чертой эденийцев. Белизна глаз — отличие воскрешённых от изначально живых персонажей Mortal Kombat.

## Появление в фильме
В фильме «Смертельная битва 2: Истребление» волосы у Синдел черные с белой полоской. После своего воскрешения и обращения на сторону добра она появляется в белом костюме. Сыграла Синдел южноафриканская актриса Мусетта Вандер.

## Разработка персонажа
Во время разработки Mortal Kombat 3, до того как персонаж официально получил имя Синдел, разработчики называли её «невестой». Создатель игры Джон Тобиас охарактеризовал её как одного из самых «крутых» (англ. coolest) персонажей в игре. Роль Синдел исполнила актриса Лиа Монтелонго, которая позднее исполнила роль Сарины в Mortal Kombat Mythologies: Sub-Zero и Тани в Mortal Kombat 4. Ей было 19 лет, когда она прослушивалась на роль. Процесс наложения грима и надевания тяжелого парика занимал три часа. Все движения в исполнении Монтелонго в Mortal Kombat 3 сняты за одну съемочную сессию, которая длилась 14 часов.
Синдел была первым персонажем Mortal Kombat, который использовал парение в воздухе в сражении и в качестве победной позы. Она использует крик для обездвиживания противника и в качестве добивания. Синдел не использовала свои волосы в битве в Deception и Armageddon, но вновь стала их применять в перезапуске серии. По мнению Prima Games, Синдел в Mortal Kombat 2011 года — хорошо сбалансированный персонаж с небольшими преимуществами по отношению к остальным благодаря множеству нижних атак, метательного оружия и трюков, которые «ставят её на вершину пищевой цепи».

## Критика и отзывы
Сайт UGO.com поставил Синдел на 27 место в своём рейтинге лучших 50-ти персонажей Mortal Kombat. Сайт Den of Geek поместил Синдел на 29 место в рейтинге, составленном из 73 игровых персонажей. Джон Хэмлин из The Game Scouts поставил её на седьмое место в рейтинге персонажей и отметил, что «несмотря на то, что она не является играбельным персонажем во многих играх Mortal Kombat, Синдел играет важную роль во вселенной Mortal Kombat». Анураг Гош из AlteredGamer также поставил Синдел на седьмое место. В своем обзоре он написал, что «Королева Эдении символизирует вечную природу и её воздушная магия может был довольно разрушительной, когда используется не так, как следует». Сайт The Gameological Society составил список «15 властных матерей в компьютерных игр», в котором Синдел заняла 12 место. Сайт Topless Robot дал Синдел третье место в рейтинге «8 персонажей, которые бестолковы даже по стандартам Mortal Kombat», сославшись на то, что «она летает в нескольких футах над землей без смысла (этот приём не делает ничего, кроме того, что ты становишься уязвимым), у неё глаза полностью белые, а её крики сдирают кожу с людей».
Добивания Синдел вызвали смешанную реакцию критиков. Патрик Шоу и Дейв Радден из GamePro поставил её «убийство волосами» на третье место в рейтинге худших добиваний в видеоиграх, а сайт ScrewAttack отметил её хара-кири «прыжок ласточкой» девятой позицией в списке худших фаталити. Роберт Уоркман из Game Informer напротив, назвал её «крик» одним из лучших добиваний в Mortal Kombat, хотя и отметил «вычурность» персонажа. Кевин Уонг из Complex тоже поместил добивание «крик» в рейтинг лучших добиваний, отдав ему третье место, а Синдел охарактеризовал как «самую горячую зомби, когда либо ходившую по земле».
Реткон Синдел в Mortal Kombat 11, вызвал крайне негативную реакцию у фанатов.